# Laporte (Pensilvânia)
Laporte é um distrito localizado no estado norte-americano de Pensilvânia, no Condado de Sullivan.

## Demografia
Segundo o censo norte-americano de 2000, a sua população era de 290 habitantes.
Em 2006, foi estimada uma população de 271, um decréscimo de 19 (-6.6%).

## Geografia
De acordo com o United States Census Bureau tem uma área de
3,3 km², dos quais 2,9 km² cobertos por terra e 0,4 km² cobertos por água. Laporte localiza-se a aproximadamente 574 m acima do nível do mar.

## Localidades na vizinhança
O diagrama seguinte representa as localidades num raio de 20 km ao redor de Laporte.